# Roel Wiersma
Roelof Wiersma, noto come Roel Wiersma (Hilversum, 15 aprile 1932 – 4 dicembre 1992), è stato un calciatore olandese, di ruolo difensore.